# میشائل نلس
میشائل نلس (انگلیسی: Michael Nehls؛ زادهٔ ۲۰ اکتبر ۱۹۶۲) دوچرخه‌سوار اهل آلمان است.